# Бернхард II фон Ратцебург

Графство Ратцебург на карте (тёмно-зелёным)

Бернхард II (нем. Bernhard II. von Ratzeburg; ум. 1198) — граф Рацебурга из рода Бадвиде.
Сын Бернхарда I. Предназначался для духовной карьеры и даже был назначен настоятелем собора в Магдебурге, но после смерти старших братьев Вольрада (ок.1180) и Генриха (ок. 1190) стал наследником отца.
Ок. 1191 года женился на Адельгейде фон Вассель (ок. 1175 — 27 октября 1244). Их сын пережил отца только на год (умер в 1199). Он был последним представителем рода Бадевиде по мужской линии.
Овдовев, Адельгейде фон Вассель вышла замуж за графа Дассельского Адольфа I, который и получил в 1199 году от герцога Бернхарда I инвеституру на графство Рацебург. Но уже в следующем году Рацебург завоевал Кнут VI Датский.